# Gardenia candida
Gardenia candida är en måreväxtart som beskrevs av Albert Charles Smith. Gardenia candida ingår i släktet Gardenia och familjen måreväxter. Inga underarter finns listade i Catalogue of Life.